# Rostra

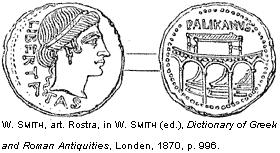
Munt van Marcus Lollius Palicanus met de rostra op de keerzijde.

De rostra (Lat. snavels of stevens) was het spreekgestoelte waarvandaan de consuls spraken en dat op het Forum Romanum voor de Curia stond.

## Rostra
De stevens die dit spreekgestoelte sierden waren in 338 v.Chr. veroverd op de inwoners van Antium en wezen naar het comitium. Tegenover de Curia was een podium, waar de magistraten (volkstribunen) hun redevoeringen konden houden. Na de Slag bij Antium in 338 v.Chr. van de Romeinen tegen de Latijnen (die Romes macht te zeer zagen groeien) werden de voorstevens (Latijn: rostra) van de overwonnen schepen afgezaagd en in triomf mee naar Rome genomen. Daar werden ze aan dit podium vastgemaakt. Sindsdien heet zo'n podium ook 'rostra'.

## Columnae rostratae
Twee columnae rostratae (erezuilen met ramsteven(s)) waren na de Slag bij Mylae van 260 v.Chr. tegen Carthago ter ere van Gaius Duilius versierd met stevens.